# بیرد (تگزاس)
بیرد، تگزاس(به انگلیسی: Baird, Texas) شهری در ایالت تگزاس از ایالات جنوبی ایالات متحده آمریکا است. در سرشماری سال ۲۰۰۰، جمعیت این شهر ۱۶۲۳ نفر اعلام شد.